# Philippe Abjean
Pour les articles homonymes, voir Abjean.
Philippe Abjean né en avril 1953 à Bar-sur-Seine, est un philosophe français et militant régionaliste breton.
Il est le créateur du Tro Breizh et de la Vallée des Saints et il agit en faveur du renouveau des lieux de culte chrétiens et de la perpétuation de la culture traditionnelle dans la société bretonne contemporaine.

## Biographie

### Enfance et formation
Le père de Philippe Abjean, originaire de Saint-Pol-de-Léon, est fait prisonnier par les Allemands pendant la Seconde Guerre mondiale.
Il a grandi à Saint-Pol-de-Léon, dans le Finistère, dans un milieu marqué par une forte pratique catholique.

### Carrière

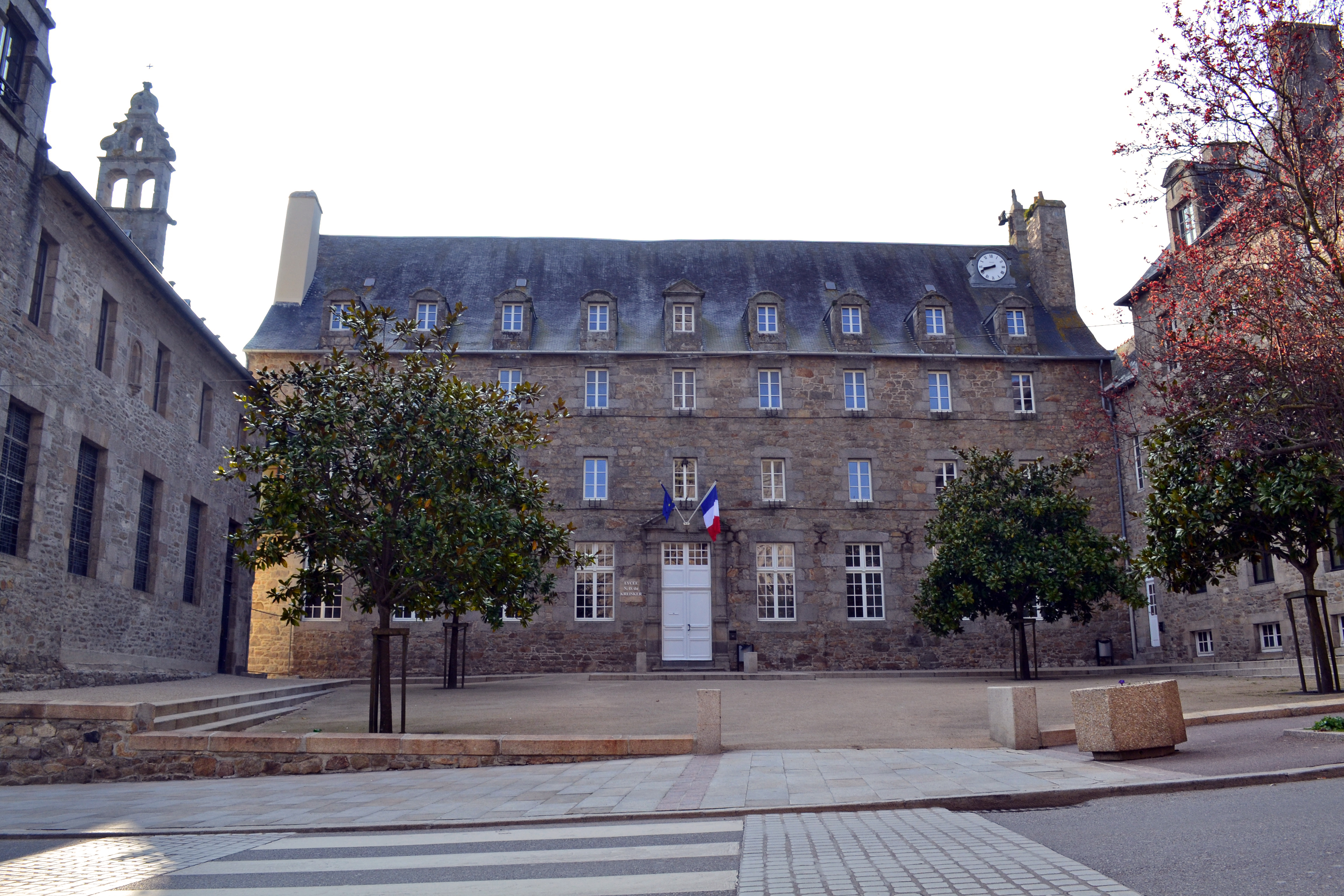
Bâtiment historique du lycée du Kreisker à Saint-Pol-de-Léon.

Après ses études, il enseigne la philosophie au Cameroun entre 1976 et 1983.
Il enseigne la philosophie aux lycées Le Nivot puis du Kreisker jusqu'en 2015.
Il est correspondant local pour le Journal Le Télégramme depuis 1987 et attaché culturel à la  commune de Saint Pol de Léon de 1987 à 2007.

### Le Tro Breiz

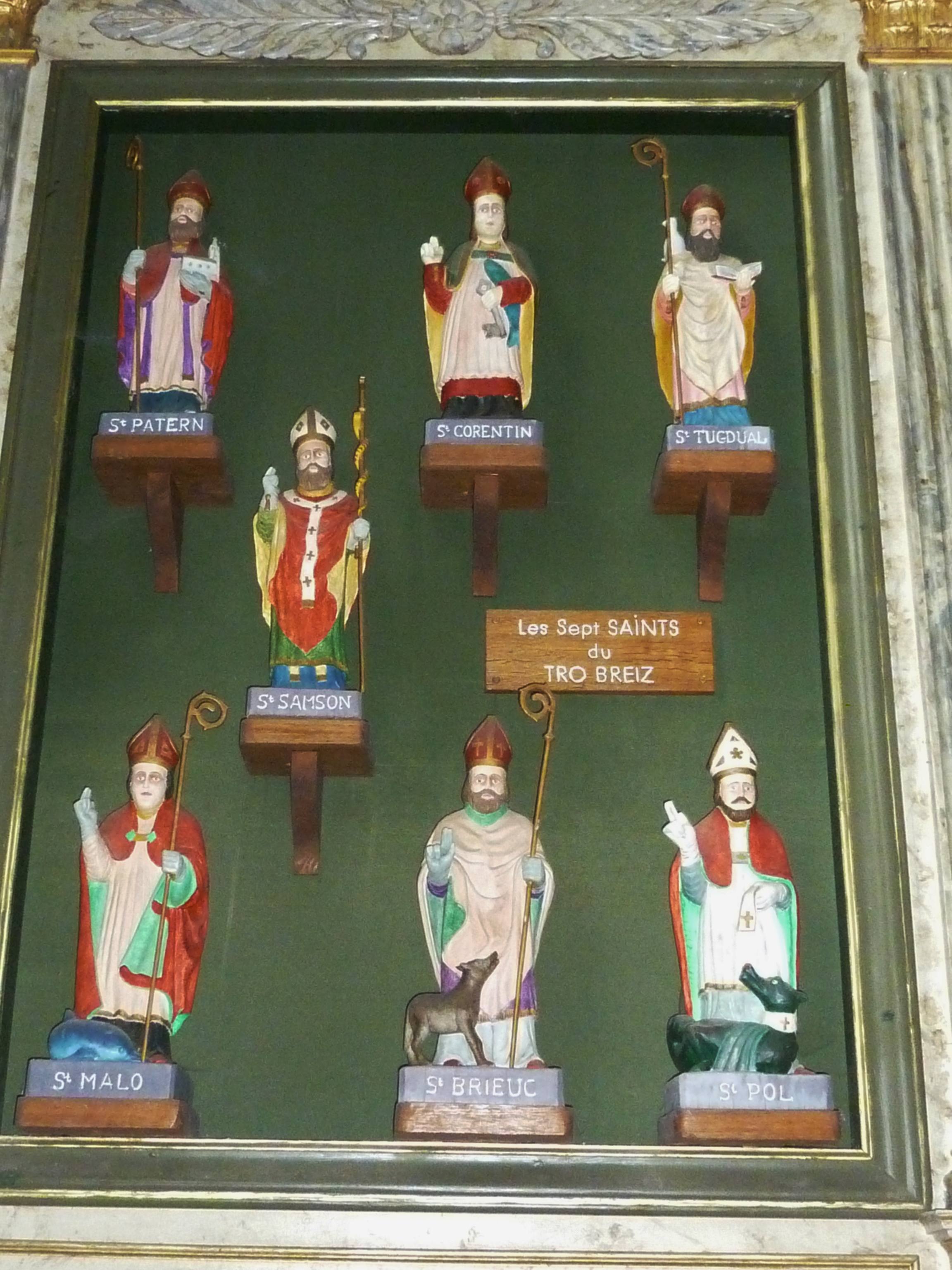
Les sept saints du Tro Breiz qui ont fondé les premiers évêchés bretons. Saint-Pol-de-Léon, chapelle Notre-Dame du Kreisker.

En 1990, Philippe Abjean organise la commémoration du 1500e anniversaire supposé de la naissance de Paul Aurélien, qui passe pour être le saint fondateur de Saint-Pol-de-Léon. L’événement est pensé comme un pied de nez au « millénaire capétien », célébré trois ans plus tôt par le président François Mitterrand,.
En 1994, il relance le Tro Breiz, un pèlerinage du Moyen Âge dédié aux sept saints fondateurs de la Bretagne. Sur plusieurs années, le tour de Bretagne relie comme au Moyen Âge les sept évêchés des sept saints fondateurs et permet de découvrir une grande partie du patrimoine.

### La Vallée des Saints
Dès 1999, il ambitionne de réaliser une « Vallée des Celtes », dont le but est de reconstituer un village du haut Moyen Âge,.
Le projet voit le jour en 2008 avec la création de l'association La Vallée des Saints. Le projet doit permettre de créer différentes statues de saints bretons : le but étant de créer à terme une « île de Pâques bretonne ». Implantée à Carnoët, dans le Poher, la Vallée est une mise en scène de la mythologie bretonne, de ces récits transmis oralement qui sont une mémoire collective mais aussi des messages modernes à portée universelle.
Le 21 octobre 2020, il annonce se retirer de l’association et du comité d’administration de la Vallée des Saints.

### Les Chemins du Tro Breiz
En 2009, l'association « Les Chemins du Tro Breiz » vient en aide à un orphelinat à N'gaoundéré.
Catholique pratiquant, il s'investit dans la paroisse mais aussi en tant que laïc dans la commune de Saint-Pol où il est attaché culturel. Président également de l'association l’Œuvre de St-Joseph, plusieurs chapelles dédiées au saint ont retrouvé vie grâce aux actions bénévoles, comme à Saint-Pol-de-Léon et Quimper.
En 2013, il reçoit le prix de la Diaspora économique bretonne et le premier prix des Dîner celtique à Paris. En 2014, il reçoit la distinction de grand collier de l'ordre de l'Hermine pour son action au service de la Bretagne, remis au château des ducs de Bretagne à Nantes,. En avril 2017, l'Association bretonne, la plus ancienne société savante, décerne pour la première fois un prix en faveur des projets culturels portés par Philippe Abjean.
Avec « La Vallée de la Paix », au Cameroun ou au Maroc, il prévoit la reconstruction d'un millier de cases en terre représentant le patrimoine architectural africain en voie de disparition tout comme les ethnies. Au Bénin, « La Vallée du Non Retour » serait un mémorial de l'esclavage à Ouidah (important port négrier au XVIIIe siècle) où seraient installées un millier de statues en terre cuite, grandeur nature, enchaînées et regardant en direction de la mer.
Fin 2019, il devient chargé de mission de la Délégation catholique pour la coopération au Cameroun.
En 2020, il démissionne de la Vallée des Saints. Il exprime son désaccord avec la gestion de la filiale Terre de Granite, chargée de l’exploitation de la boutique et de l’espace restauration-bar du site.
En 2022, il sort un livre intitulé Apprends-moi les mots qui réveillent un peuple.

## Prises de positions
Il déclare dans une entrevue : « J’entends prendre ma part à la lutte contre le wokisme  ou la cancel culture. ».

## Dans la culture populaire
Il fait partie des huit personnalités sélectionnées par Le Télégramme pour le titre de « Breton de l’année 2009 » et en décembre 2010, le mensuel Armor magazine l'élit « Breton de l'année », succédant à Patrick Poivre d'Arvor et Noël Le Graët.

## Ouvrages
- Philippe Abjean, Main basse sur la Vallée des Saints, 2020, Le Temps éditeur  (ISBN 9782363121035).
- Philippe Abjean, Un Rêve de pierre, 2020, Éditions Salvator, 160 p.  (ISBN 9782706719769).
- Philippe Abjean, Notre-Dame du Kreisker, Saint-Pol de Léon : le marchepied du ciel, 2011, Léon'Art éd., 171 p.
- Philippe Abjean, Pierre Guivarc'h, Saint-Pol-de-Léon, éd. Alan Sutton, Rennes, coll. Mémoire en images, 1995, 127 p.  (ISBN 2910444090).
- Collectif (Philippe Abjean, Denez Prigent, Yves-Pascal Castel, Keranforest et Job An Irien), Le chant du Tro-Breiz, Éditions nouvelles du Finistère, 1995, 126 p.  (ISBN 2-9506659-7-7).
- Noël Le Quément (préface Philippe Abjean et Dominique de Lafforest), Marcheurs du Tro Breiz 1994-2000, 2000.
- Brigitte Bleuzen, « Du Tro-Breiz à la Vallée des Mille Saints », Archives de sciences sociales des religions, no 151, 2010  (ISBN 9782713222559).
- Yann Rivallain et Frank Darcel, 111 Bretons des temps modernes, ArMen, 2007, 235 p. (ISBN 978-2-916264-02-8 et 2-916264-02-7), p. 8-9, (BNF b41117525d).
- Biographie de Jacques Branellec[5].
- Philippe Abjean, Apprends-moi les mots qui réveillent un peuple ! une réponse bretonne à la cancel culture, Éditions ar Gedour, 2022 (ISBN 978-2-9565987-6-3)